# Терехи (Волынская область)
Терехи (укр. Тере́хи) — село в Вишневской сельской общине Ковельского района Волынской области Украины.
До 2020 года входило в Любомльский район.
Код КОАТУУ — 0723387205. Население по переписи 2001 года составляет 109 человек. Почтовый индекс — 44355. Телефонный код — 3377. Занимает площадь 0,55 км².